# Aéroport international Ramón-Villeda-Morales
L'aéroport international Ramón-Villeda-Morales, (code IATA : SAP • code OACI : MHLM) est un aéroport domestique et international desservant San Pedro Sula, capitale du département de Cortés, ville et municipalité du nord-ouest du Honduras, qui est la capitale économique du pays et, par l'importance numérique de sa population, la deuxième ville du pays après la capitale Tegucigalpa. 
Cet aéroport, qui est le plus important du Honduras, et le plus fréquenté, est nommé en l'honneur de Ramón Villeda Morales (1908-1971), homme d'État hondurien, président de la République de 1957 à 1963. 

## Situation
L'aéroport se trouve à environ onze kilomètres au sud-est du centre-ville de San Pedro Sula. 
'
| \|class=noviewer\|link=]][[Útila]] \|class=noviewer\|link=]][[Guanaja]] \|class=noviewer\|link=]][[Golosón]] \|class=noviewer\|link=]][[Puerto Lempira]] \|class=noviewer\|link=]][[Roatán]] \|class=noviewer\|link=]][[San Pedro Sula]] \|class=noviewer\|link=]][[Tegucigalpa-Toncontín]] \|class=noviewer\|link=]][[Comayagua]] |

Carte statique des aéroports du Honduras.Carte dynamique des aéroports du Honduras.

## Statistiques
Pour des raisons techniques, il est temporairement impossible d'afficher le graphique qui aurait dû être présenté ici.

Voir la requête brute et les sources sur Wikidata.

## Compagnies et destinations
| Compagnies                       | Destinations                                                                              |
| -------------------------------- | ----------------------------------------------------------------------------------------- |
| Aerolineas Sosa                  | La Ceiba-Golosón, Roatán-J. M. Gálvez                                                     |
| Aeroméxico Connect               | Mexico-B. Juárez                                                                          |
| Air Europa                       | Madrid-Barajas                                                                            |
| American Airlines                | Miami En saison : Dallas-Fort Worth                                                       |
| Avianca El Salvador              | Guatemala-La Aurora, San Salvador-M. O. A. Romero y Galdámez, Tegucigalpa-Toncontín       |
| CM Airlines                      | Guatemala-La Aurora, Roatán-J. M. Gálvez, Tegucigalpa-Toncontín, Île d'Útila (en)         |
| Copa Airlines Colombia           | Panama-Tocumen                                                                            |
| Delta Air Lines                  | Atlanta H.-Jackson                                                                        |
| Spirit Airlines                  | Fort Lauderdale-Hollywood, Houston-George Bush, La Nouvelle-Orléans-L. Armstrong, Orlando |
| Transportes Aéreos Guatemaltecos | Guatemala-La Aurora                                                                       |
| United Airlines                  | Houston-George Bush, Newark-Liberty                                                       |

Édité le 19/06/2020